# リチャード・マスグレイヴ (第11代準男爵)
第11代準男爵、サー・リチャード・コートネイ・マスグレイヴ（英語: Sir Richard Courtenay Musgrave, 11th Baronet, JP DL、1838年8月21日 - 1881年2月13日）は、イギリスの政治家。保守党所属。

## 略歴
父、第10代準男爵サー・ジョージ・マスグレイヴと母、シャーロット（初代準男爵サー・ジェイムズ・グラハムの娘）の間に生まれる。イートン校で教育を受け、陸軍第71（ハイランド）歩兵連隊（軽歩兵）に士官として所属した。1872年、父の死に伴い準男爵位を継承する。治安判事、カンバーランド副統監、ウェストモーランド統監を務めた。
1874年、1876年の二度にわたって庶民院議員に立候補したが落選。三度目の挑戦となる1880年の総選挙で初当選を果たしたが、翌年に死去した。
1867年、アドーラ・フランセス・オルガ・ウェルズ（Adora Frances Olga Wells）と結婚。